# Attila Balázs
Attila Bálazs (Boedapest, 27 september 1988) is een Hongaarse tennisser.

## Palmares
| Legenda                       | Legenda               |
| ----------------------------- | --------------------- |
| Grand Slam                    |                       |
| Olympische Spelen             |                       |
| tot 2009                      | vanaf 2009            |
| Tennis Masters Cup            | ATP Finals            |
| ATP Masters Series            | ATP Tour Masters 1000 |
| ATP International Series Gold | ATP Tour 500          |
| ATP International Series      | ATP Tour 250          |

### Enkelspel
| Nr.                  | Datum           | Toernooi | Ondergrond | Tegenstanders in finale | Score            | Details |
| -------------------- | --------------- | -------- | ---------- | ----------------------- | ---------------- | ------- |
| Verloren finales     |                 |          |            |                         |                  |         |
| 1.                   | 21 juli 2019    | ATP Umag | Gravel     | Dušan Lajović           | 5-7, 5-7         | Details |
| Gewonnen challengers |                 |          |            |                         |                  |         |
| 1.                   | 10 oktober 2010 | Palermo  | Gravel     | Martin Fischer          | 7-6(4), 2-6, 6-1 |         |

### Dubbelspel
| Nr.                              | Datum             | Toernooi   | Ondergrond | Partner          | Tegenstanders in finale       | Score            |
| -------------------------------- | ----------------- | ---------- | ---------- | ---------------- | ----------------------------- | ---------------- |
| Gewonnen challengers herendubbel |                   |            |            |                  |                               |                  |
| 1.                               | 21 september 2008 | Banja Luka | Gravel     | Amir Hadad       | Rameez Junaid Philipp Marx    | 7-5, 6-2         |
| 2.                               | 6 augustus 2017   | Biella     | Gravel     | Fabiano de Paula | Johan Brunström Dino Marcan   | 5-7, 6-4, [10-4] |
| 3.                               | 6 mei 2018        | Ostrava    | Gravel     | Gonçalo Oliveira | Lukáš Rosol Serhij Stachovsky | 6-0, 7-5         |

## Resultaten grote toernooien

### Enkelspel
| Grandslamtoernooien  |      |    |
| Australian Open      | –    | 1R |
| Roland Garros        | 2R   |    |
| Wimbledon            | g.t. |    |
| US Open              | 1R   |    |
| Statistieken         |      |    |
| Totaal aantal titels | 0    | 0  |
| Eindejaarsranking    | 92   |    |